# 2010 aux Îles Salomon
Cet article présente les faits marquants de l'année 2010 aux Îles Salomon.

## Évènements

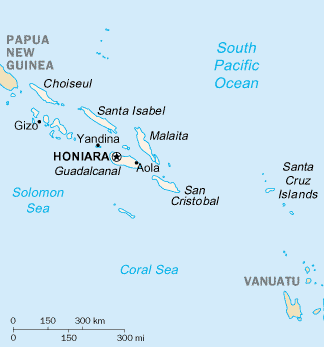
Îles Salomon

- Lundi 4 janvier 2010 : un séisme de magnitude 6,2 près des îles Salomon a frappé la région après un premier séisme de magnitude 7,2 qui avait détruit ou endommagé au moins 500 maisons. La réplique a eu lieu à une profondeur de 35 km et a frappé à environ 35 km de la ville de Gizo.

- Lundi  15 mars 2010 : un puissant cyclone, « Ului », de catégorie 5 sur une échelle de 5, a frappé le sud des îles Salomon avec des vents moyens de 260 km/h.

- Dimanche 11 avril 2010 : un séisme de magnitude 7,1 s'est produit au large des îles Salomon sans dégâts ni tsunami.

- Samedi 26 juin 2010 : un séisme de magnitude 7,1 s'est produit au large des îles Salomon.